# Ceratothoa steindachneri
Ceratothoa steindachneri is een pissebed uit de familie Cymothoidae. De wetenschappelijke naam van de soort is voor het eerst geldig gepubliceerd in 1879 door Koelbel.